# نینا (فیلم ۲۰۱۶)
نینا (به انگلیسی: Nina) فیلمی محصول سال ۲۰۱۶ و به کارگردانی کریستوفر لندون است. در این فیلم بازیگرانی همچون زوئی سالدانا، دیوید اویلوو، الا توماس، مایک اپس، کوین مامبو، رونالد گوتمن، کیث دیوید، الا جویس، ماریان مولرلایلی، بونی بارتلت و میشل وارتان ایفای نقش کرده‌اند.